# 全広島サッカー選手権大会
全広島サッカー選手権大会（ぜんひろしま　サッカーせんしゅけんたいかい）は、広島県サッカー協会に登録されている第1種（社会人、学生）のチームによるサッカーのトーナメント大会である。天皇杯 JFA 全日本サッカー選手権大会の広島県予選を兼ねる。

## 概要・沿革
創設年は不明。主催は広島県サッカー協会。
1970年代時点では第1種および第2種のオープントーナメントとして開催されていた。1996年から天皇杯の広島県予選を兼ねるようになった。
2014年、天皇杯のスケジュール変更により（詳細は第94回天皇杯参照）この大会も前倒しで行われることとなり、全広島決勝大会がインターハイ県予選と日程的に被ってしまうため、第2種チームは参加せず第1種のみ参加となった。翌2015年以降は第2種チームの天皇杯参加資格が廃止されたため、第1種によるトーナメントとなっている。
2020年大会は新型コロナウイルスの感染拡大防止のため一度は開催中止となった（県協会の推薦によりSRC広島を県代表に選出）が、第100回天皇杯の開幕が9月に変更されため、前決定を取り消して改めて開催することとなった。

## 主催団体
- 主催：公益財団法人広島県サッカー協会[3][4]、中国新聞社、共同通信社
- 後援：広島県、広島市、広島市教育委員会、公益財団法人広島県スポーツ協会、公益財団法人広島市スポーツ協会
- 特別協賛：ミカサ
- 協力：株式会社ちゅピCOM

## 予選方式

### 社会人予選
- 県下の社会人・専修学校が出場。
- 4ブロックに分かれてのトーナメント戦。各ブロック優勝4チームが決勝大会進出。

### 大学予選
- 前年の中国大学サッカーリーグ所属校および広島県学生サッカーリーグ上位となった大学・高専12校が出場。
- 4ブロックに分かれてのトーナメント戦。各ブロック優勝4校が決勝大会進出。

### 決勝大会
- 社会人代表4チーム・大学代表4校、計8チームによるトーナメント戦。

NHK広島放送局が主催していた時代は、決勝戦がNHKで生放送されていた。解説は小城得達や宗政潤一郎が行ってきた。NHK広島放送局が主催を外れて以降はちゅピCOMで放送されている。

## 試合方式
※天皇杯本大会の規定に従う。

### 決勝大会
- 試合時間は90分[4]。
- 1回戦は勝敗が決しない場合、PK戦により勝敗を決定。
- 準決勝・決勝は勝敗が決しない場合、30分間（前後半各15分）の延長戦を行う。なお未決の場合はPK戦により勝敗を決定。

## 歴代大会結果

### 兼天皇杯県予選以降
| 年度   | 優勝                     | スコア             | 準優勝                   |
| ------ | ------------------------ | ------------------ | ------------------------ |
| 1996年 | 広島教員                 | -                  | 広島経済大学             |
| 1997年 | 広島大学                 | 2 - 1              | 広島経済大学             |
| 1998年 | 福山大学                 | 5 - 1              | 広島教員                 |
| 1999年 | 広島大学                 | 2 - 0              | 広島経済大学             |
| 2000年 | サンフレッチェ広島ユース | 3 - 1              | 広島フジタSC             |
| 2001年 | 福山大学                 | 2 - 1              | サンフレッチェ広島ユース |
| 2002年 | サンフレッチェ広島ユース | 3 - 2              | 広島FC                   |
| 2003年 | サンフレッチェ広島ユース | 10 - 2             | 広島経済大学             |
| 2004年 | 広島経済大学             | 3 - 3 (PK 6 - 5)   | サンフレッチェ広島ユース |
| 2005年 | 佐川急便中国             | 2 - 0              | 広島大学                 |
| 2006年 | 広島経済大学             | 4 - 0              | 福山大学                 |
| 2007年 | 広島修道大学             | 2 - 0              | 福山大学                 |
| 2008年 | 福山大学                 | 3 - 1              | 広島修道大学             |
| 2009年 | 福山大学                 | 4 - 0              | 佐川急便中国             |
| 2010年 | 佐川急便中国             | 4 - 1              | 富士ゼロックス広島SC     |
| 2011年 | 広島経済大学             | 1 - 0              | 広島修道大学             |
| 2012年 | 福山大学                 | 2 - 2 (PK 11 - 10) | 修大クラブ               |
| 2013年 | 佐川急便中国             | 1 - 1 (PK 3 - 2)   | 福山大学                 |
| 2014年 | SRC広島                  | 3 - 2              | 広島大学                 |
| 2015年 | 広島経済大学             | 1 - 0 aet          | 福山大学                 |
| 2016年 | SRC広島                  | 2 - 0              | 福山大学                 |
| 2017年 | SRC広島                  | 3 - 1              | 広島経済大学             |
| 2018年 | SRC広島                  | 3 - 1              | 福山大学                 |
| 2019年 | SRC広島                  | 1 - 0              | 福山SCC                  |
| 2020年 | 福山シティFC             | 3 - 0              | SRC広島                  |
| 2021年 | 福山シティFC             | 4 - 1              | SRC広島                  |
| 2022年 | 福山シティFC             | 2 - 1              | SRC広島                  |
| 2023年 | SRC広島                  | 1 - 1 (PK 5 - 4)   | 福山シティFC             |
| 2024年 | 福山シティFC             | 4 - 0              | 広島経済大学             |
| 2025年 | 福山シティFC             | 4 - 0              | SRC広島                  |

## チーム別成績
| チーム                   | 優勝 回数 | 準優勝 回数 | 優勝年度                                 | 準優勝年度                         |
| ------------------------ | --------- | ----------- | ---------------------------------------- | ---------------------------------- |
| SRC広島※                 | 7         | 5           | 1996, 2014, 2016, 2017, 2018, 2019, 2023 | 1998, 2020, 2021, 2022, 2025       |
| 福山大学                 | 5         | 6           | 1998, 2001, 2008, 2009, 2012             | 2006, 2007, 2013, 2015, 2016, 2018 |
| 福山シティFC※            | 5         | 2           | 2020, 2021, 2022, 2024, 2025             | 2019, 2023                         |
| 広島経済大学             | 4         | 6           | 2004, 2006, 2011, 2015                   | 1996, 1997, 1999, 2003, 2017, 2024 |
| サンフレッチェ広島ユース | 3         | 2           | 2000, 2002, 2003                         | 2001, 2004                         |
| 佐川急便中国             | 3         | 1           | 2005, 2010, 2013                         | 2009                               |
| 広島大学                 | 2         | 2           | 1997, 1999                               | 2005, 2014                         |
| 広島修道大学             | 1         | 2           | 2007                                     | 2008, 2011                         |
| 広島フジタSC             | 0         | 1           |                                          | 2000                               |
| 広島FC                   | 0         | 1           |                                          | 2002                               |
| 富士ゼロックス広島SC     | 0         | 1           |                                          | 2010                               |
| 修大クラブ               | 0         | 1           |                                          | 2012                               |

- ※前身チームの戦績も含む。